# 阿德爾 (堪薩斯州)
阿德爾（英語：Adell）是位於美國堪薩斯州謝里敦縣的一個鬼鎮。

## 歷史
阿德爾（Adel）的郵政局於1879年設立，其後於1885年改為現稱，直到1892年結束營運。

## 地理
阿德爾所處的海拔為高於海平面778米（即2552英呎），而該地所採用的時區為UTC-6，即北美中部時區（CST）。同時該地設有夏令時間，為UTC-6調快一小時，即UTC-5（CDT）。